# Ingolfiella unguiculata
Ingolfiella unguiculata is een vlokreeftensoort uit de familie van de Ingolfiellidae. De wetenschappelijke naam van de soort is voor het eerst geldig gepubliceerd in 1992 door Stock.